# A23 (Frankrijk)
De A23 is een autosnelweg gelegen in het noorden van Frankrijk tussen Lesquin bij de stad Rijsel en Valenciennes. De lengte bedraagt 43 kilometer bij benadering.